# Herb gminy Wiązownica
Herb gminy Wiązownica – jeden z symboli gminy Wiązownica, autorstwa Tomasza Steifera i Pawła Szymona Towpika, ustanowiony 27 czerwca 2013.

## Wygląd i symbolika
Herb przedstawia na tarczy w polu czerwonym złoty półksiężyc u podstawy, którego wyrasta złote drzewo wiązu o ośmiu liściach i sześciu owocach w dwóch pękach. W głowicy znajduje się podwójny krzyż, sześciopromienna gwiazda oraz korona książęca - wszystko w kolorze złota. Drzewo wiązu jest godłem mówiącym oraz nawiązuje do zalesienia gminy. Półksiężyc z gwiazdą nawiązują do herbu Leliwa, którym pieczętowali się właściciele okolicznych wsi, m.in. Jan z Tarnowa, Jarosławscy i Ostrogscy. Podwójny krzyż to element herbu Pogoń Litewska Czartoryskich i Sapiehów, którzy także odegrali pewną rolę historyczną w okolicy. Mitra książęca nawiązuje do książęcych rodów, które posiadały swoje dobra na terenie gminy. Zaliczają się tutaj wspominani wcześniej Czartoryscy, Sapiehowie, a ponadto Sanguszkowie, Ostrogscy i Lubomirscy.